# Святослав Давидович (новгород-сіверський)
Святослав Давидович (нар. після 1193) — князь новгород-сіверський XIII століття, згаданий на позиції 76 Введенського синодика без вказівки долі, але після Костянтина Давидовича новгородського. У літописах не згадується.
За різними версіями, син Давида Ольговича і молодший брат Мстислава Давидовича (і тоді народився після 1193 року) або син Давида Володимировича, згаданого на позиції 32 Любецького синодика, і правнук Ігоря Святославича новгород-сіверського. Князі на поз. 31-35 синодика вважаються Володимировичами (синами Володимира Ігоровича чи Володимира Святославича) з тієї причини, що на поз.36 згаданий Володимир також без по батькові.
Також у Любецькому синодику згадано Дмитра новгородського з дружиною Марією, який іноді вважається сином Мстислава, але оскільки у Введенському синодику є уточнення Дмитра, Святославля, то був швидше за все сином Святослава Давидовича.

## Сім'я та діти
Дружина невідома.
Син:
- Дмитро Святославич